# Клитры

Клитры (лат. Clytra) — род жуков из семейства листоедов, из подсемейства клитрин.

## Описание
Усики пильчатые, голова втянута в переднегрудь, тело удлинённое. Самцы отличаются более крупной головой и сильно удлиненными передними ногами. Личинки живут на травах и кустарниках в коконах из своих испражнений. Перед окукливанием личинки приделывают к кокону крышечку и окукливаются в нём.
Представители рода являются мирмекофилами — их личинки встречаются в муравейниках, в которые они попадают различными путями. Обычно муравьи затаскивают в свои гнёзда яйца, весьма похожие на семена, а иногда и самих личинок. Личинки питаются детритом, но также могут поедать яйца, личинок и куколок муравьёв.

## Перечень видов
Некоторые виды рода:
- Clytra aliena Weise, 1897
- Clytra appendicina Lacordaire, 1848
- Clytra atraphaxidis (Pallas, 1773)
- Clytra binominata Monrós, 1953
- Clytra bodemeyeri Weise, 1900
- Clytra cingulata Weise, 1898
- Clytra espanoli Daccordi & Petitpierre, 1977
- Clytra laeviuscula Ratzeburg, 1837
- Clytra nigrocincta Lacordaire, 1848
- Clytra novempunctata G.A. Olivier, 1808
- Clytra ovata (Lacordaire, 1848)
- Clytra quadripunctata (Linnaeus, 1758) typus[5]
- Clytra rotundata L. Medvedev, 1961 встречается на Кипре.
- Clytra valeriana Ménétries, 1832